# الاتصالات في العراق

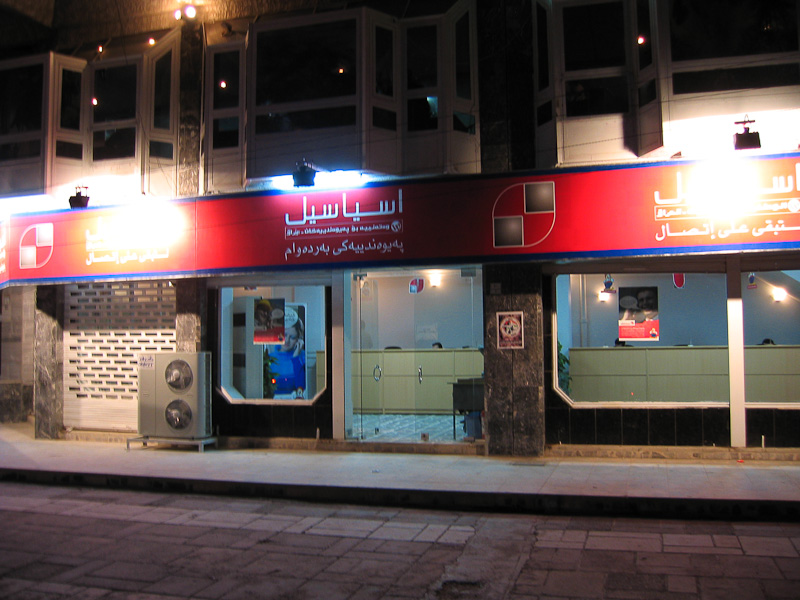
مركز خدمة عملاء تابع لشركة آسياسيل

توفرت خدمات الاتصال والبريد في العراق في فترة مبكرة جدًا، حيث أن شبكة الانترنيت منذ عهد صدام حسين كانت متوفرة عن طريق المراكز أو عن طريق مودم الهاتف والاتصالات اللاسلكية أيضًا كانت موجودة ولم يسمح باستخدامها إلا في نطاق ضيق من مجال القيادات فقط مستخدمًا هواتف الثريا المرتبطة بالأقمار الصناعية.
ومنذ احتلال العراق عام 2003 دخلت خدمة الإنترنت والاتصالات اللاسلكية للعراق وأصبحت في متناول الجميع. ويتواجد الآن العديد من مزودي خدمة الإنترنت عبر الأقمار الصناعية، ويتزايد عدد مستخدمي الإنترنت في العراق بشكل ملحوظ.
يبلغ عدد مشتركي خطوط الهاتف الأرضي في العراق حوالي المليون ونصف مشترك، أما مستخدمي الهواتف المحمولة فيبلغ حوالي 14 مليون مستخدم.

## شبكات الهاتف النقال
وتقدم خدمة الهواتف المتحركة عدة شركات أهمها:-
- زين.
- أسيا سيل.
- اتصالنا.
- امنية.
- كورك تيليكوم
- فرات فون
- الوطنية
- أهوار
- موبيتيل
- عراق سيل(شركة كلمات سابقاً)[1]
- فاست لينك[2]

## شبكات الهاتف الارضي
أما الهاتف الأرضي فتُقدم خدماته من قبل:-
- شركة الإتصالات والبريد العراقية.

## شبكات العراق الخارجية
ادت حرب الخليج الثانية إلى الحاق اضرار فادحة بشبكات الهواتف في جميع أنحاء العراق وحاولت الحكومة العراقية بعد الحرب إصلاح مايمكن إصلاحه وبحسب إحصاءات 1995 كان في العراق 670,000 خطا للهاتف وحسب إحصاءات 2002 كان هناك 20,000 هاتفا نقالا. تعرضت خطوط الأتصالات مرة أخرى إلى اضرار ابان غزو العراق 2003 وبعد الغزو نتيجة للعمليات التي استهدفت البنية التحتية للمؤسسات في العراق وتتمحور اتصالات العراق بالعالم في الوقت الحاضر حول المحطات التالية:
- محطة القمر الأصطناعي انتلسات Intelsat satellite earth stations.
- محطة القمر الأصطناعي انترسبوتنك Intersputnik satellite earth station.
- محطة القمر الأصطناعي عربسات.(غير فعال)
- كيبل متعدد المحاور Coaxial cable ومحول أشعة الراديو microwave radio relay إلى الأردن والكويت وسوريا وتركيا.

## الإذاعة والتلفزيون
حسب إحصاءات 2004 يوجد في العراق حوالي 80 محطة اذاعية و21 محطة تلفزيونية وحسب تقديرات عام 1997 يوجد في العراق 4.85 مليون جهاز راديو و1.75 مليون جهاز تلفاز. قبل غزو العراق 2003 كانت مؤسسة الإذاعة والتلفزيون العراقية تسيطر على البث الأذاعي والتلفزيوني في العراق وكان الأعلام العراقي موجها مركزيا من الحكومة العراقية. بعد غزو العراق 2003 تم حل مؤسسة الإذاعة والتلفزيون العراقية وتم تشكيل هيئة الأعلام والأتصالات العراقية وفي عام 2004 تشكلت شبكة الأعلام العراقي *  التي تشرف على معظم وسائل الأعلام التابعة للحكومة العراقية ومن أهمها تلفزيون «العراقية».
ومنذ احتلال العراق عام 2003 م دخل الإنترنت والاتصالات اللاسلكية للعراق وأصبحت في متناول الجميع رغم كونها رديئة ومتقطعة لأسباب عدة منها كون الخدمة منقولة من دول أخرى أو بسبب مشاكل انقطاع الكهرباء. ويتواجد الآن العديد من مزودي خدمة الإنترنت عبر الأقمار الصناعية ويتزايد عدد مستخدمي الإنترنت في العراق بشكل مطرد.
يبلغ عدد مشتركي خطوط الهاتف الأرضي في العراق حوالي مليون ونصف المليون مشترك، أما مستخدمي الهواتف المتحركة فيبلغ حوالي 14 مليون مستخدم.
بسبب قدم الشبكات النحاسية حيث تم تأسيسها في السبعينات وبداية الثمانينات من القرن الماضي إضافة إلى تعرضها إلى الدمار خلال الحرب وكثرة تعرضها إلى التخريب والسرقة ساءت هذه الخدمة لذلك يوجد حالياً وبعد عمليات صيانة الشبكات السلكية (464217) رقم من اصل (524472) رقم في بغداد ضمن العمل الفعلي و(534655) رقم من اصل (717601) رقم في المحافظات.
وتقدم خدمات الهاتف الثابت فتُقدم خدماته من قَبل شركة الإتصالات والبريد العراقية وشركات أهلية أخرى.
أما خدمة الهاتف العمومي والتي اختفت بعد حرب الخليج فقد قامت وزارة الاتصالات العراقية بتوريد 1000 جهاز هاتف عمومي ونصب أكثر من 333 جهاز منها حالياً في الأماكن العامة كالمستشفيات ومراكز الشرطة والدوائر الحكومية والأماكن المقدسة والجامعات والمعاهد في محافظات العراق.

### شبكات الأنترنت
حسب إحصاءات 2004 كان في العراق 25,000 مستخدم للانترنيت في العراق، قبل غزو العراق 2003 كانت الحكومة تسيطر على خطوط إنترنت التي كانت تخضع لمراقبة مركزية وكان موزع الإنترنت الوحيد في العراق هو اوروكلينك ، ففي ظل حكومة صدام حسين تمت السيطرة بإحكام على الإنترنت، لذلك استفاد عدد قليل من العراقيين من خدمات الإنترنت، في عام 2000 كانت التقديرات تشير إلى 12500 مستخدم الإنترنت في العراق، وفي عام 2002 أشارت التقديرات إلى أن 25000 عراقي فقط استخدم الإنترنت. بعد الاحتلال، أصبح استخدام الإنترنت أمرا شائعا. ومنذ عام 2006 ظهرت عدة شركات لتوفير خدمات الإنترنت للعراقيين والتي جعلت من الوصول إلى الإنترنت أكثر بأسعار معقولة، ولكن مع أقل عرض للنطاق الترددي.
وفي عام 2011، قدر عدد العراقيين الذين يستخدمون الإنترنت 1,303,760 مستخدم، لكن عدد المستخدمين الفعلين قد يكون أكثر من ذلك لكون الكثير من العراقيين لا يستخدم الإنترنت بصورة منتظمة وأن تقديرات موقع فيسبوك تعطي الرقم ذاته لعدد العراقيين الذين لهم عضويات في الموقع.
رمز مجال المستوى الأعلى في العراق .iq.
رمز نطاق الإنترنت الأولي في العراق هو .iq.
تعتبر اعوام 2009-2010 اعوام تحول كبير في مجال الأنترنت في العراق (بغداد والمحافظات) حيث تحولت منظومات الأنترنت التي تنتشر بكثرة من نظام vsat إلى وكلاء pear user لشركات تقدم خدمة الأنترنت حيث تعمل هذه الشركات على التعامل مع كميات كبيرة لـ معدل نقل البيانات
اما شركات خدمات الأنترنيت الواسع النطاق تقدم حاليا" من قبل الشركات التالية:
- شركة إيرثلنك للاتصالات.
- شركة فاست عراق للاتصالات(قائمة سوداء من قبل وزارة الاتصالات العراقية).
- شركة الجزيرة للاتصالات
- شركة اللون الأخضر للاتصالات
- شركة فاست لنك للاتصالات
- شركة الخزامي للاتصالات (غير موجودة حاليا)
- شركة الحياة للاتصالات
- شركة سوبر سيل للاتصالات .
- شركة الرحمة للاتصالات .
- شركة مسارات للاتصالات
- دجلة لخدمات الإنترنت.
- ارض السواد للاتصالات
- شركة تاليا للتصالات
- شركة كيكا نت للاتصالات.
- شركة افق المدى للاتصالات.
- برود باند.
- مايكرونت للشبكات والاتصالات.
- شركة الجزيرة العربية للانترنيت
- شركة هلال الرافدين للانترنيت
- شركة هالة سات للاتصالات
- شركة كنوز السلطان للأتصالات
- شركة أفق السماء للإتصالات وخدمات الإنترنت الشريك الرئيسي لوزارة الاتصالات العراقية. هي أول شركة عراقية حاصلة على ترخيص من وزارة الاتصالات- الشركة العامة للإتصالات والبريد في عام 2009 لتشغيل وصيانة شبكة الكابلات الضوئية في العراق وربط العراق مع الدول المجاورة من خلال المنافذ البرية والبحرية. أفق السماء توصل حلول الاتصال العالمية لمجموعة من الشركات المتعددة الجنسيات والجهات الحكومية كما تغطي مجالات البنوك، النفط والغاز، البناء والعقارات.[12]

### شبكات الهواتف
أدت حرب الخليج الثانية إلى إلحاق اضرار فادحة بشبكات الهواتف في جميع أنحاء العراق وحاولت الحكومة العراقية بعد الحرب إصلاح مايمكن إصلاحه وبحسب إحصاءات 1995 كان في العراق 670,000 خطا للهاتف وحسب إحصاءات 2002 كان هناك 20,000 هاتفا نقالاً. تعرضت خطوط الاتصالات مرة أخرى إلى اضرار إبان غزو العراق 2003 وبعد الغزو نتيجة للعمليات التي استهدفت البنية التحتية للمؤسسات في العراق، وتتمحور اتصالات العراق بالعالم في الوقت الحاضر حول المحطات التالية:
- محطة القمر الأصطناعي انتلسات Intelsat satellite earth stations.
- محطة القمر الأصطناعي انترسبوتنك Intersputnik satellite earth station.
- محطة القمر الأصطناعي (عربسات).(غير فعال)
- كيبل متعدد المحاور (Coaxial cable) ومحول أشعة الراديو (microwave radio relay) إلى الأردن والكويت وسوريا وتركيا.

وقد بدأت الحكومة العراقية ببناء وإطلاق قمر صناعي عراقي متعدد الاغراض وتقدر كلفة المشروع حوالي 600 مليون دولار

## الصحافة والإعلام
بعد انتهاء سيطرة الدولة الكاملة في عام 2003، وقعت فترة من النمو الكبير في وسائل البث الإعلامي في العراق. على الفور، وكان الحظر المفروض على الصحون اللاقطة لم يعد في المكان، وبحلول منتصف عام 2003، وفقا لتقرير بي بي سي، كان هناك 20 محطة إذاعية، 15-17 محطات التلفزيون العراقية، و200 الصحف العراقية التي تملكها وتشغلها. بشكل كبير، ظهرت العديد من هذه الصحف في أعداد غير متناسبة مع عدد السكان من مواقعها. على سبيل المثال، في النجف، التي يبلغ عدد سكانها 300000، ويجري نشر أكثر من 30 الصحف وتوزيعها.
وسائل الاعلام العراقية خبير ومؤلف عدد من التقارير حول هذا الموضوع، إبراهيم المرعشي، يحدد أربع مراحل من الغزو الأمريكي للعراق في عام 2003 التي تم فيها اتخاذ الخطوات التي لها تأثيرات مهمة على الطريق لاحق من وسائل الاعلام العراقية منذ ذلك الحين. المراحل هي: مرحلة ما قبل الغزو إعداد، والحرب الفعلية واختيار الأهداف، الأولى فترة ما بعد الحرب، والتمرد المتزايد وتسليم السلطة إلى الحكومة العراقية المؤقتة (IIG) ورئيس الوزراء إياد علاوي.
فشلت في التخطيط للحرب على الخطوط العريضة على نحو فعال لإستراتيجية ما بعد الحرب لعدد من الأسباب، وهي عدم وجود الخبرة، والتمويل، والسلطة، وإشراك منظمات المساعدات المدنية. خلال الحرب، تم أدراج الرياح في نهاية المطاف على أهمية ترك الهياكل القائمة لإعادة الإعمار بعد الحرب. ودمرت العديد من المحطات المحلية. بعد الحرب، والمشاركة في عملية اجتثاث البعث بإلغاء وزارة الإعلام والاعتماد كثيرا على العاملين في الولايات المتحدة والعراقيين المغتربين الذين لديهم اتصال ضئيل لتلك الموجودة في العراق في ذلك الوقت وعدم التركيز الكافي على بناء القدرات المحلية. وبالإضافة إلى ذلك، فإن عمليات النهب واسعة النطاق وتدمير التي جرت بعد الحرب مباشرة لا تستبعد وسائل الإعلام البنية التحتية.
بتوجيه من لام السفير بول بريمر الثالث كمسؤول، وبدأت سلطة التحالف المؤقتة (CPA) إصدار التراخيص الإذاعية والتلفزيونية في شهر يونيو 2003 لتلبية الطلب الكبير على تراخيص البث. صدرت تراخيص من قبل المستشار الأقدم للاتصالات السلكية واللاسلكية اتفاقية السلام الشامل. لتخطيط الطلب الكبير المتوقع، وعمل هذا المكتب مع اتفاق السلام الشامل العراقية المهندسين طيف الترددات الراديوية والمديرين لوضع وطني FM-الإذاعة والتلفزيون خطة تخصيص قناة لجميع المدن العراقية والبلدات الكبرى. وقد وضعت الخطة الوطنية باستخدام المعايير التقنية ومنطقة 1 (أوروبا وإفريقيا والشرق الأوسط) خطة التخصيص التي وضعت قبل سنوات من قبل الاتحاد الدولي للاتصالات (ITU)، منظمة الأمم المتحدة للمعاهدة. وتألفت الخطة تخصيص العراقي المئات من راديو والمحطات التلفزيونية المخصصة للمدن والبلدات. كانت القنوات في خطة التخصيص فتح ثم إلى أي شخص التقدم بطلب للحصول على ترخيص لقناة معينة.
وضعت اتفاقية السلام الشامل عدد قليل من القواعد والأنظمة الأساسية في يونيو ويوليو عام 2003 لتوفير سيطرة محدودة التنظيمية للمذيعين. على سبيل المثال، كان ممنوعا بث التحريض على أعمال الشغب. وكان الهدف اتفاق السلام الشامل العام لإصدار تراخيص كثيرة لتوفير عدد كبير من الأصوات المختلفة، والمعلومات، والموسيقى، والأخبار إلى تلبية رغبات وأذواق المواطنين العراقيين. اتفاق السلام الشامل كما اعترف أن البث كان مزيجا من الأعمال التجارية، ويمكن الإعلان، والصحافة، والهندسة، والترفيه، وصناعة بث قوية ومزدهرة توفر عددا كبيرا من الوظائف المهنية الممتازة والمرغوب فيها للغاية والتي من شأنها أن تخفض نسبة البطالة الوطنية. اتفاق السلام الشامل كما اعترف بأن البث التجارية يمكن أن يوفر فرص بناء الثروة على المذيعين ناجحة.
صدر شبكة الإعلام العراقي (IMN0، نوعا من شبكة الإذاعة العامة مماثل لشبكة التلفزيون العامة في الولايات المتحدة، والإذاعة والتلفزيون التراخيص بموجب اتفاقية السلام الشامل.
واصلت عملها في اتفاق السلام الشامل على ترخيص البث وطنية وسلطة تنظيمية حتى يونيو عام 2004 عندما تأسست هيئة الاتصالات وهيئة الإعلام العراقية (CMC) وكالة التنظيمية الوطنية التي من شأنها أن إصدار التراخيص وتنظيم البث الإذاعي والاتصالات السلكية واللاسلكية.
النتيجة العامة هي أن هناك مئات المحطات الإذاعية وتلفزيونية العاملة في العراق وتوفر تنوع كبير من الخيارات للشعب العراقي.

## النظام البريدي
كجزء من مرحلة ما بعد الغزو الاقتصادي والاجتماعي برنامج إعادة إعمار البنية التحتية، عقدا بقيمة 55 مليون دولار لتصميم النظام البريدي في العراق في العراق (2003) وتم بالفعل إنشاء النظام وهو الآن فعال.

## هيئة الاعلام والاتصالات
الانتقال إلى المقال الرئيسي هيئة الاعلام والاتصالات

## وصلات خارجية
- Uruklink, Iraq state company for Internet Services.
- Geography and map of Iraq, Geography About.com.
- Iraq profile, BBC News.
- ScopeSky Communication.